# 菲施巴赫 (施蒂利亚州)
菲施巴赫（德語：Fischbach）是奥地利施蒂利亚州魏茨县的一个市镇。总面积61.65平方公里，总人口1651人，人口密度26.8人/平方公里（2005年）。